# Багдадська залізниця

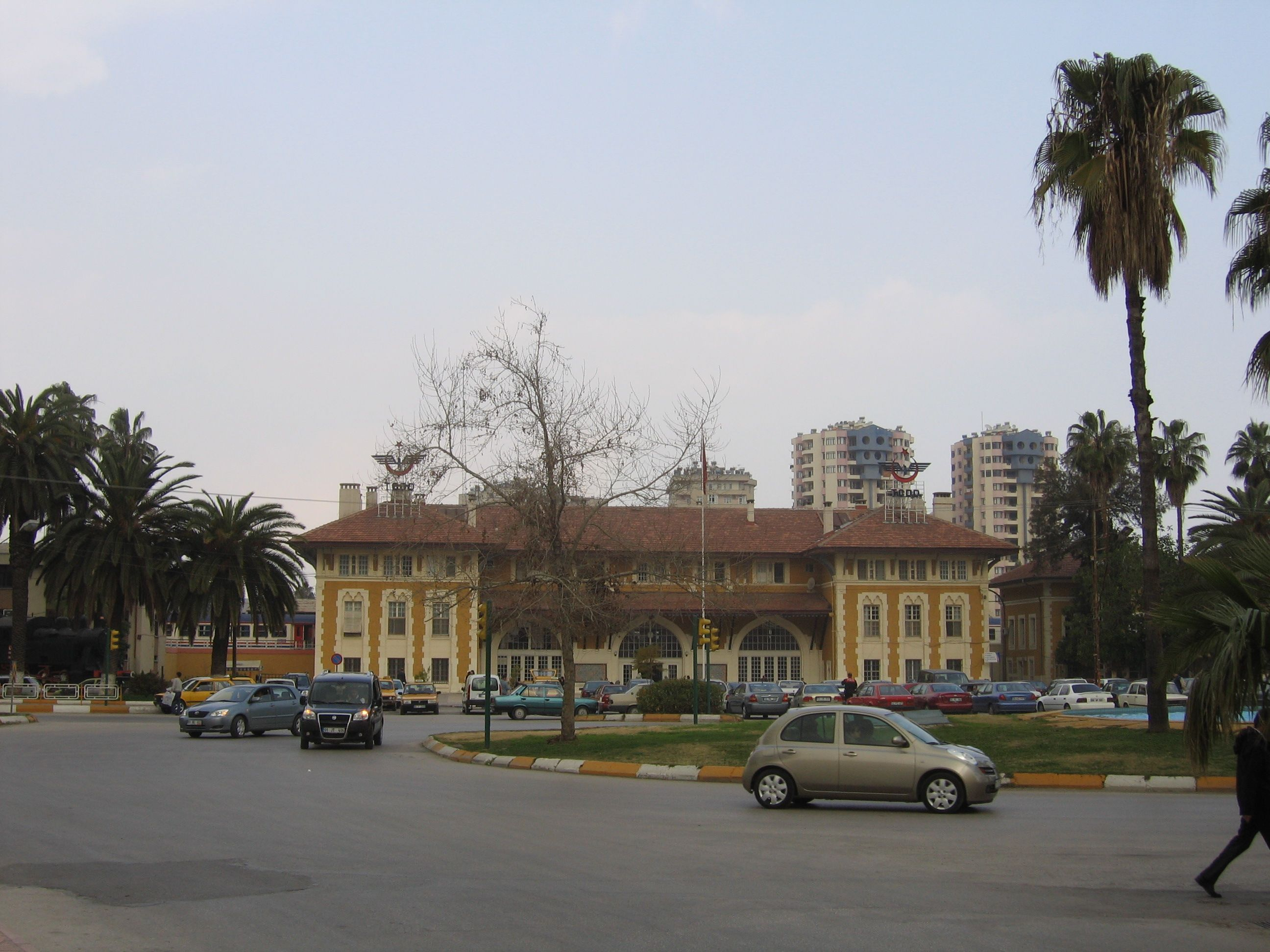
Залізнична станція Адана, Туреччина

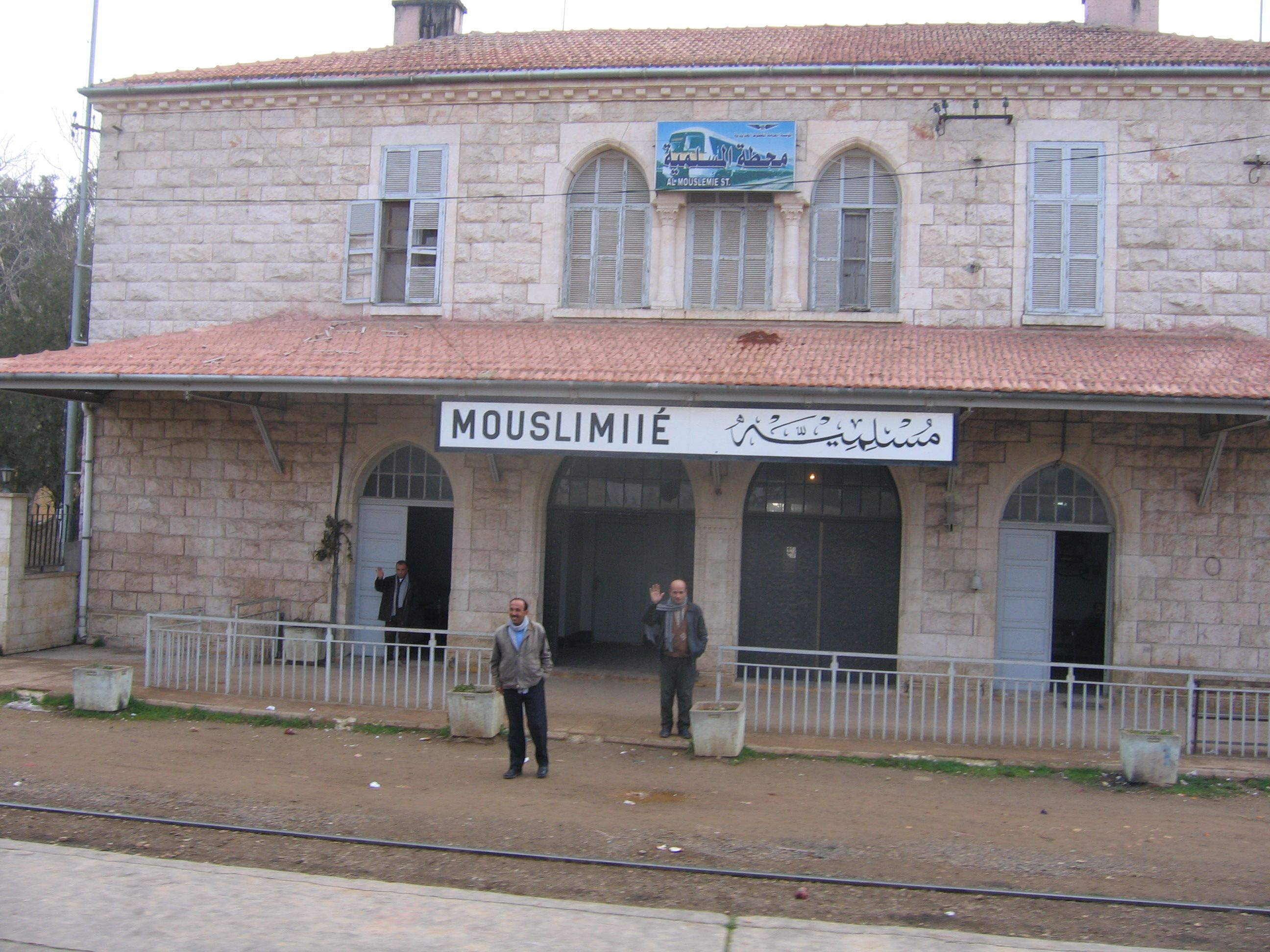
Залізнична станція Муслімі, Сирія

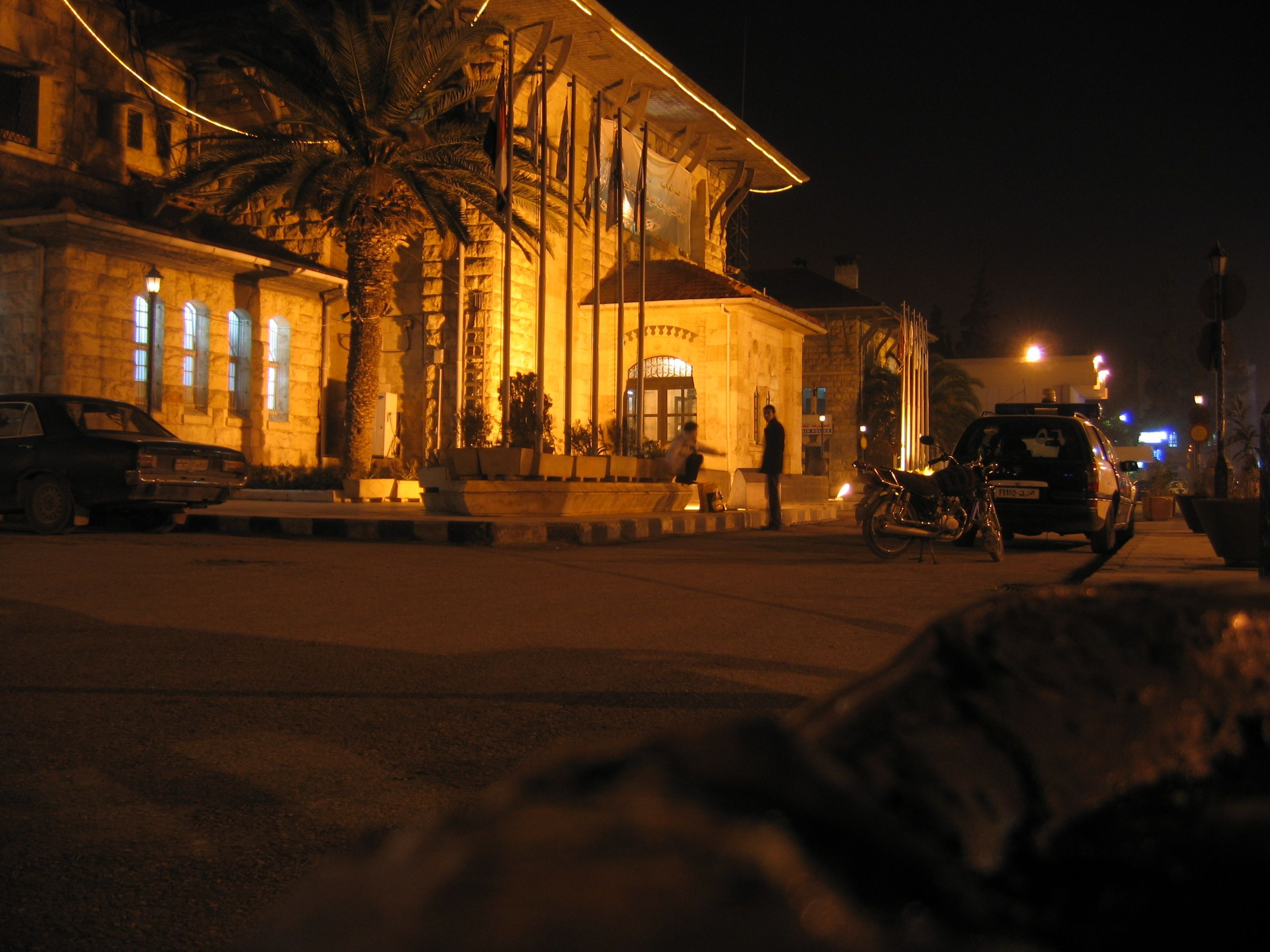
Залізнична станція Алеппо, Сирія

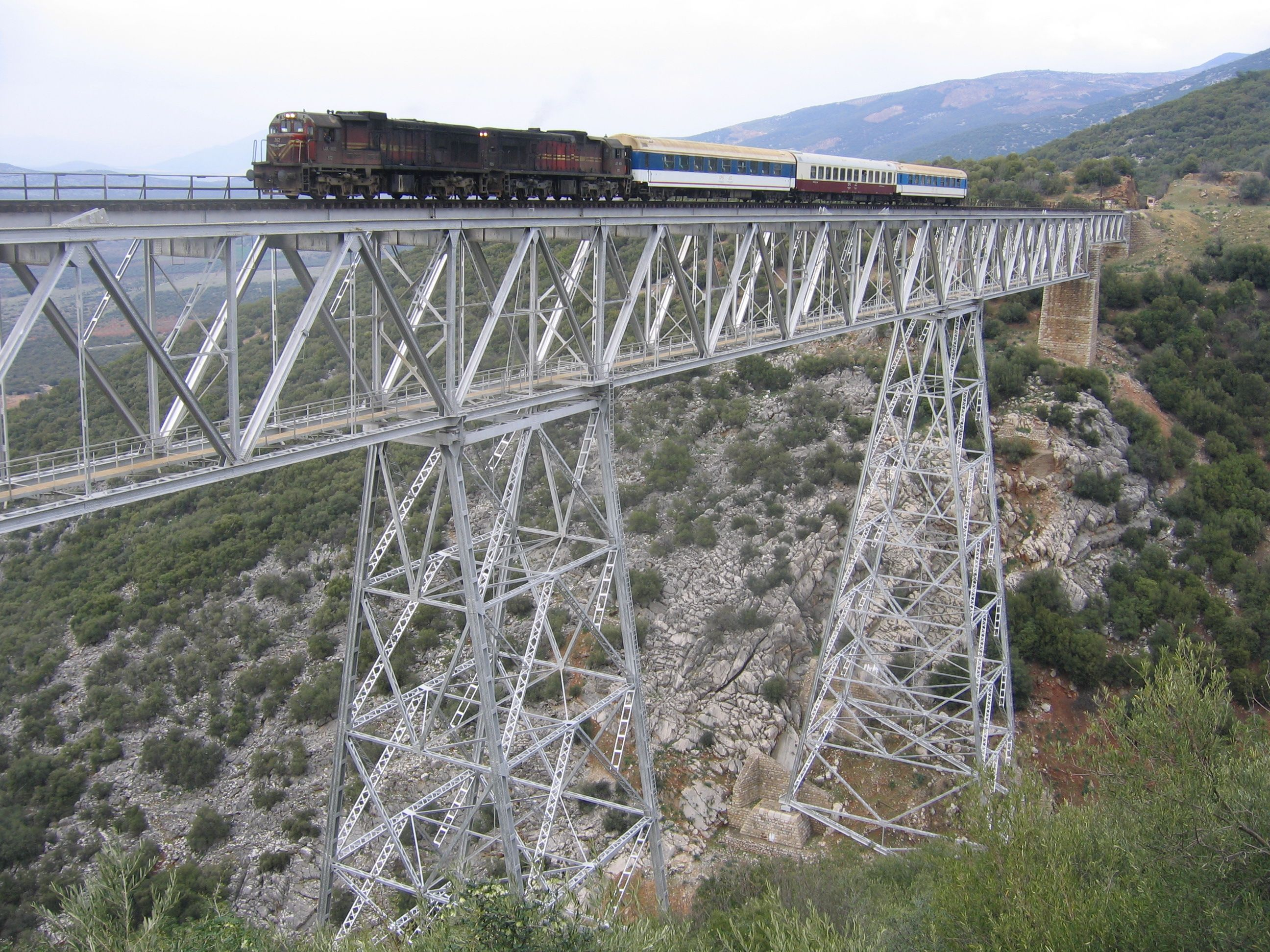
Багдадська залізниця: міст на турецько-сирійському кордоні між Мейдан Екбез й Муслімії

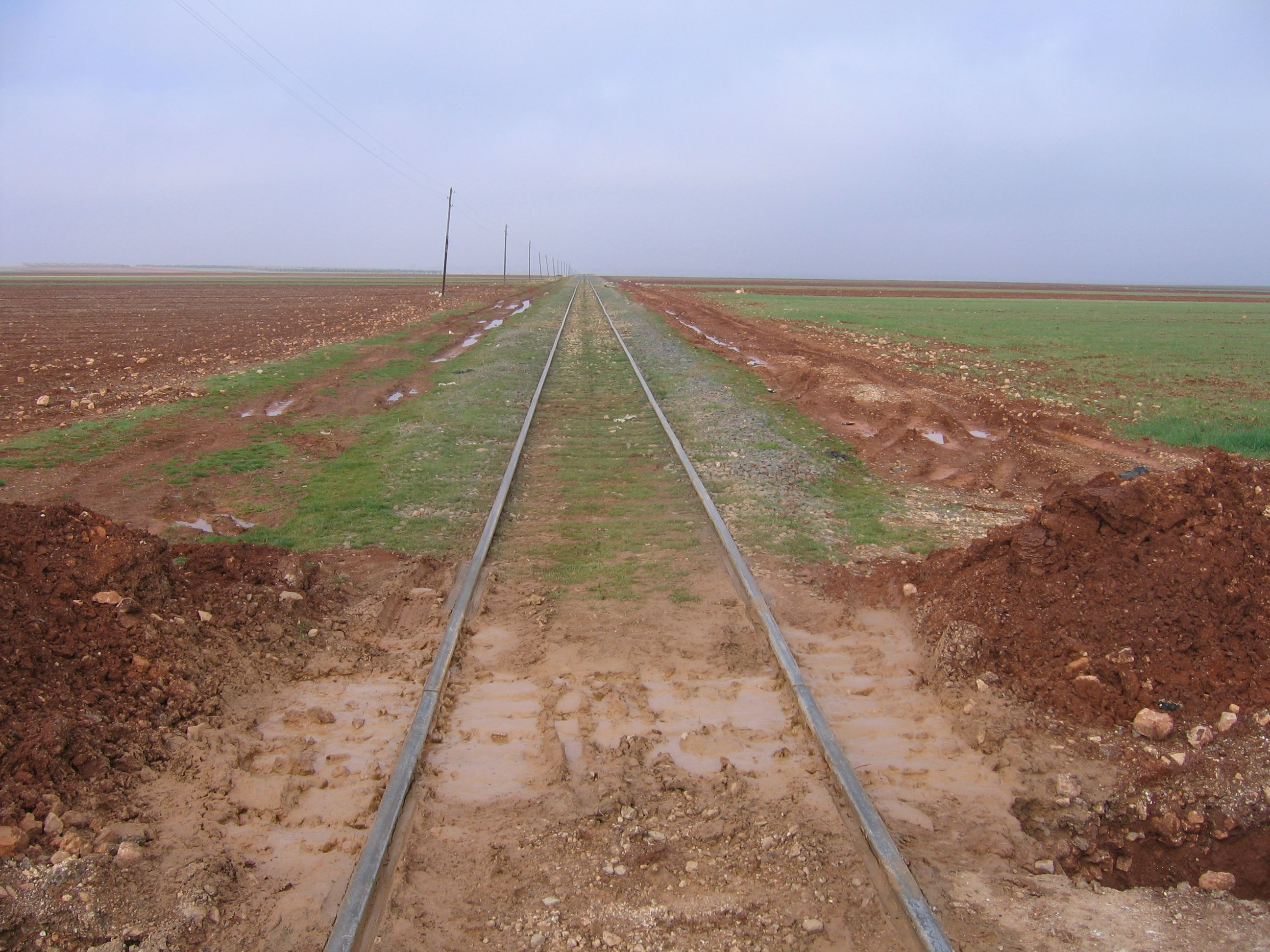
Багдадська залізниця на північ від Алеппо

Багдадська залізниця (тур. Bağdat Demiryolu, нім. Bagdadbahn) — залізниця, побудована у 1903—1940-х роках. Планувалося з'єднання османського міста Конья з Багдадом новітньою залізницею довжиною 1600 км через сучасні Туреччину, Сирію й Ірак.
Фінансування і інженерний супровід був німецьких банків і компаній якими в 1890-х була побудована Анатолійська залізниця (Anatolische Eisenbahn) з'єднавши Константинополь, Анкару і Конья. Після завершення будівництва залізниця мала зв'язати Берлін і Багдад, після цього німці планували побудувати порт у Перській затоці.. Османська імперія отримала б збільшення впливу в Аравії. Німецька імперія отримала б доступ до нафтових родовищ Іраку, і залізницею прямий доступ до Басри, минаючи Суецький канал, до східної частини Німецької колоніальної імперії.
Залізниця стала джерелом міжнародних суперечок і однією з причин початку Першої світової війни. Технічна важкість проведення робіт через хребет Тавр і дипломатичні ускладнення призвели до того що на 1915 залізниця була ще на 300 миль не добудована. Це ускладнило її використання у військових діях в Іраку і призвело до окупації британцями Багдада, а Хіджазька залізниця хоч вже встала до дії зазнала нападу партизанів під проводом Лоуренса. Будівництво відновилось в 1930-і роки і було завершено в 1940.

## Огляд
Закінчена залізниця Берлін-Багдад (і нарешті Басра) дозволила б Німецькій імперії вести торгівлю через порти у Перській затоці і надала би німецькій економіці прямі поставки нафти. Зменшення Британією контролю зовнішньої торгівлі Німецької імперії було стратегічно важливо.
Крім того, залізниця загрожувала Російській імперії, оскільки вона посилила б вплив Німецької імперії на Кавказі і на півночі Персії, де Росія домінувала на ринках.
Наприкінці 19 сторіччя Османська імперія була слабкою, і дешевий імпорт з індустріальної Європи та наслідки катастрофічної війни призвели фінансово країну під контроль Османського управління державного боргу, яке було підконтрольне Великим державам Європейці бачили великий потенціал в слабнуючій імперії, а саме: сільськогосподарські ресурси, а також родовища хрому, сурми, свинцю, цинку та вугілля. Також вельми важливими були нафтові родовища. Вже в 1871 комісія експертів вивчаючи геологію Тигру й Євфрату повідомило про велике нафтове родовище, але не можливість конкурувати з росіянами й американцями через відсутність інфраструктури. У 1901 році німці зробили доповідь про не вичерпність в цьому регіоні нафти.
У 1872 німецький залізничний інженер Вільгельм фон Прессел був підряджений османським урядом для розробки проектів залізниць в Османській імперії. Але приватні структури не були здатні вести будівництво без субсидій, тому османський уряд вніс свою частку через збільшення зовнішнього боргу перед європейськими державами.
Будівництво залізниці Стамбула — Багдад розпочалось в 1888, коли німецький торговець зброєю, Альфред фон Каулла (з Württembergische Vereinsbank) та Георг фон Сименс, управляючий директор Дойче Банком, створили синдикат і отримали концесію від османських керманичів на продовження залізниці Хайдарпаша — Ізміт до Анкари. Таким чином, була створена анатолійська залізнична компанія (SCFOA).
Залізниця до Анкари була побудована в грудні 1892, залізниця була побудована через Ескишехір і було отримано дозвіл на будівництво від Ескишехір до Конья, ця гілка була завершена в липні 1896. Це були перші дві дистанції Багдадської залізниці. В той же час була побудована німецькими інженерами на замовлення султана Гаміда II Хіджазька залізниця.
Османська імперія вирішила будувати залізницю поза дією гармат Британського флоту. Таким чином було вирішено не будувати узбережжям залізницю Іскендерун — Алеппо. Залізниці довелося перетнути Амануські гори велико кошторисними тунелями, у тому числі 8 км тунель між Айран й Февзіпаша.

## Багдадська концесія
За 1898 й 1899 в османське міністерство громадських робіт надійшло безліч пропозицій на будівництво Багдадської залізниці, але концесію отримав «Дойче Банк». Російська пропозиція була відхилена через можливість зростання російського впливу в Константинополі. Добре фінансований Британський план було відхилено через початок Другої англо-бурської війни. Добре фінансована французька пропозиція була провідною для Імператорської османської залізниці, але таки вони програли пропозиції Дойче Банку.
Інші країни Європи замало приділяли уваги будівництву залізниць до 1903, коли Османський уряд надав дозвіл османських корпорації побудувати залізницю Конья — Багдад. Ця Багдадська залізнична компанія була під контролем декількох німецьких банків.
Росія, Франція та Велика Британія були занепокоєні після 1903 коли вочевидь було будівництво залізниці Берлін — Багдад. Залізниця полегшила б зв'язок з німецькими колоніями в Африці, як то: Німецька Східна Африка та Німецька Південно-Західна Африка (сьогоденні Танзанія та Намібія). Залізниця змогла б зміцнити зв'язки Османської імперії з Німецькою імперією та змінити баланс сил в регіоні.
Незважаючи на дипломатичні негаразди будівництво залізниці розпочалось. Але політичні і географічні перешкоди були на заваді запуску залізниці до початку Першої світової війни у 1914.

## Британське бачення залізниці

### Початкова підтримка
Початково Британія була налаштована позитивно на проведення будівництва. З'явились довгі статті в газеті «Таймс» про позитивність будівництва. Було відзначено що Німеччина є важливим торговельним партнером і завдяки торгівлі Велика Британія буде лише у виграші.

### Пароплави між війною і врегулюванням
Залізниця, без сумніву, конкурувала б з британською торгівлею у Месопатамії, але на багато років пізніше. Але в 1906 Гамбурзько-Американські пароплавні лінії оголосили про відкриття регулярних рейсів між Європою і Перською затокою. Після даремної торговельної війни, британські лінії втратили монополію і прийшли до згоди із своїми суперниками в 1913, про припинення суперництва.

### Велика Британія блокує подальше будівництво
В 1911 залізнична компанія розпочала будівництво залізниці від Іскендеруна через Алеппо Північною Сирією та Північною Месопотамією. Але младотурки не погоджувались на концесію без збільшення митних зборів від 11 до 14 %. Таке підвищення потребувало згоди всіх учасників концесії, але Велика Британія наложила вето, Сер Едвард Грей заявив в Палаті общин: «… Якщо гроші, які будуть використовуватися для будівництва залізниці, можуть стати на перешкоді Британській торгівлі … Я говорю, ми не погодимось на це збільшення …».

### Урегулювання
Головні вимоги Великої Британії довелось прийняти: в березні 1914 німецький уряд визнав Південну Месопотамію, а також Центральну і Південну Персію, зоною дії Англо-Перської компанії Перед цим 23 лютого був підписано договір в Лондоні між лордом Інчейп і Багдадською залізничною компанією.

## Вплив залізниці на початок Першої світової війни
Історики різних країн розходяться в оцінці впливу залізниці на початок Першої світової війни. Від абсолютної відсутності, бо за їх думкою головні розбіжності були узгодженні до початку війни. До провідної, бо можливо це була спроба Німеччини таки стати провідною державою з видобутку і транспортування нафти з Месопотамії.

## Під час Першої світової війни
В 1915 будівництво залізниці було зупинено в 50 милях на схід від Діярбакиру. Будівництво іншої гілки залізниці зупинилось на схід від Алеппо, в Нусайбині. Третю гілку залізниці було добудовано від Багдада і зупинено між Тікритом й Ель-Кутом. Розрив склав приблизно 300 миль. Крім того, було розпочато проходження трьох тунелів, але жоден не був закінчено до початку війни. Таким чином залізниця мала чотири відокремлені дільниці на початок війни. Час який був потрібен щоб дістатись з Стамбула до Багдада, під час війни становив 22 доби. Загальна довжина 2019 км. Тим самим Османський уряд мав проблеми з перекидання військ та спорядження на Месопотамський фронт. Військові дії в Месопотамії відбувались ізольовано від решти військових дій. Під час війни османські і німецькі продовжували будівництво залізниці, але через нестачу людей і фінансування будівництво було припинено.

## Після Першої світової війни
В 1919 Версальський договір скасував всі права Німеччини на Багдадську залізницю. Але «Дойче Банк» передав свої активи в швейцарські банки.
Представники Османської імперії, Королівства Італія, Французької республіки і Великої Британії контролювали побудовану частину Багдадської залізниці.
Британська армія бажала добудувати південно-східну ділянку Багдад — Басра. Франція намагалась отримати контроль над центральною частиною залізниці, але переговори затяглися до і після 1923. Американський вплив на Близькому Сході розпочався в 1923, коли Туреччина погодилась на Честерську концесію, і відхилила пропозиції Франції і Англії.
31 березня 1936 Ірак придбав ділянку залізниці на своїй території за £ 494000 UK і розпочав добудовувати залишившуюся ділянку. 15 липня 1940 будівництво залізниці було завершено. За два дня, Тороський Експрес (Toros Ekspresi) попрямував залізницею Стамбул — Багдад без перерви. Раніше бракуюча ланка між Нусайбіном і Киркук сполучалась автобусами.
Пізніше залізниця була продовжена до Басри, таким чином, було з'єднанно Босфор з Перською затокою. Через напружені стосунки між Туреччиною, Сирією й Іраком крізний рух майже відсутній.

## Сучасний стан
Більша частина залізниці наразі в робочому стані.
Дільниця Топрах-Кале — Нарлі електрифіковано для рудничного транспорту.

## Інтернет-ресурси
- Baghdad railway [Архівовано 16 серпня 2017 у Wayback Machine.]
- Robert Newman – History of Oil [Архівовано 2 листопада 2020 у Wayback Machine.]
- David Fraser 1909 The Short Cut to India